# Ordnance QF 25 lb
Il 25 libbre, il cui nome ufficiale era Ordnance, QF 25 pdr Mk 2, era un obice-cannone (cioè una bocca da fuoco che poteva essere usata sia come obice, sia a puntamento diretto) leggero di fabbricazione britannica introdotto nel 1939. Nel corso della seconda guerra mondiale fu l'arma più diffusa nell'artiglieria divisionale britannica e, successivamente, fu usata da un numero notevole di nazioni sia NATO sia neutrali.

## Le origini
Nel corso della prima guerra mondiale il calibro standard delle artiglierie divisionali era stato di 75 mm, tuttavia i comandi di artiglieria si erano accorti che tale calibro aveva un'efficacia limitata contro gli obiettivi dell'epoca, quindi i comandi di artiglieria britannici richiesero una bocca da fuoco di maggiore calibro, sia pure con pesi limitati e gittata superiore a quella delle artiglierie divisionali della prima guerra mondiale.
La richiesta della nuova arma da parte dell'artiglieria fu effettuata nel 1919 e nel 1934 portò allo sviluppo di un obice-cannone destinato a rimpiazzare i cannoni da 18 libbre (83 mm) e gli obici da 4,5 in (114 mm). Inizialmente (25 pdr Mk I) l'affusto utilizzato fu quello del 18 libbre, dato che ne esistevano grosse scorte ed il ministero del tesoro britannico aveva richiesto esplicitamente all'esercito di trovare il modo di utilizzarle. Fu questo il pezzo, entrato in servizio nel 1937, con cui l'artiglieria britannica iniziò la seconda guerra mondiale.

## La tecnica
La bocca da fuoco era in realtà un cannone-obice, uno dei primissimi del genere, con cariche di lancio regolabili a seconda della necessità, aspetto robusto e molto alto, otturatore a scorrimento verticale.
L'affusto studiato appositamente per il 25 libbre (25 pdr Mk II) era a coda unica a cassone, ma un singolo servente poteva usare la coda come leva per ruotare rapidamente l'arma. Per facilitare il movimento in brandeggio l'arma poteva essere montata su una particolare piattaforma metallica, circolare, su cui venivano appoggiate le ruote del pezzo per permettere il tiro a 360°. Le ruote erano in metallo e gommate, dato che per il pezzo non era previsto il traino animale, ma solo il traino meccanico.
Il pezzo era fornito di una scudatura per proteggere i serventi dal tiro di armi leggere e da schegge.
La lunga gittata (massima 12,253 km) e la granata da 11,34 kg erano altre caratteristiche notevoli, come anche l'alzo di 40º, sebbene insufficiente per il tiro nel secondo arco.

## L'impiego
- granata HE (alto esplosivo)
- granata perforante (con carica incrementata)
- granata a gas
- granata incendiaria
- granata illuminante
- granata inerte per esercitazione

Il primo impiego della bocca da fuoco avvenne nel 1939 con il BEF, che utilizzava il 25 pdr Mk I, questi pezzi furono persi quasi totalmente nella ritirata da Dunkerque (1940), i tedeschi recuperarono circa 700 pezzi, che utilizzarono successivamente con le denominazioni di 8,76 cm FK 281(e) e 8,76 cm FK 262(e), a seconda del modello di affusto del 18 libbre usato. Il 25 pdr Mk II non entrò in servizio che nel febbraio del 1940, ed ebbe il primo impiego con la 203th Battery, 51st Field Regiment nella campagna di Norvegia, anche questi pezzi furono persi con la ritirata dalla Norvegia.
Successivamente il pezzo venne utilizzato sul fronte nord africano, in cui erano utilizzati i nuovi Mk II. Su questo fronte tale cannone venne usato anche in funzione controcarro, grazie ad un proiettile perforante di nuova concezione, in quanto il numero di cannoni da 2 libbre era insufficiente e il 6 libbre comparve sul teatro africano solo nell'aprile del 1942. Per poter utilizzare la carica maggiorata necessaria ad imprimere al proietto la velocità iniziale necessaria, fu necessario aggiungere alla volata un freno di bocca a 2 luci. All'epoca della battaglia di El Alamein, a cui partecipò in ben 834 esemplari il 25 libbre era già stato riportato alla sua funzione naturale di artiglieria divisionale.
Dopo gli sbarchi in Europa venne usato su quel teatro con i Field Artillery regiment (Gruppi di artiglieria da campagna), cioè con le artiglierie divisionali britanniche.
Il pezzo fu utilizzato anche sul fronte asiatico, sia nel British Army sia negli eserciti australiano e neozelandese, e precisamente in Birmania. Per poter operare nell'ambiente di giungle e montagne di quella nazione, fu studiato un nuovo affusto a passo stretto (25 pounder Mk II carriage Mk II). Oltre a questo pezzo fu prodotto, per il teatro asiatico, un "mini 25 libbre", con la canna accorciata e dotata di rompifiamma e la sala ruotante, privo di scudo, utilizzato in Nuova Guinea dall'esercito australiano, che tuttavia, a causa della lunghezza ridotta della canna, aveva caratteristiche balistiche inferiori a quelle del 25 pdr Mk II.
Successivamente alla seconda guerra mondiale il 25 libbre fu utilizzato in Corea, in cui si alternarono tre gruppi fra il novembre 1950 e il dicembre 1953 (45th Field regiment, 14th Field Regiment e 20th Field Regiment). In particolare il 45th Field Regiment partecipò alla battaglia del fiume Imjin, in cui contribuì attivamente a rompere gli assalti cinesi alle posizioni del Gloucestershire Regiment.
Dopo la corea fu utilizzato in Malaysia (1948-1960), ultimo uso da parte dell'esercito britannico.
Il 25 libbre era in servizio sia nell'esercito indiano sia nell'esercito pachistano, quindi partecipò a tutte le guerre che si svolsero, dal 1948 al 1971, fra i due paesi. Inoltre l'India lo utilizzò nella guerra non dichiarata con la Cina del 1962.

### Traino del 25 libbre
Il traino del 25 libbre Mk I era affidato ai trattori Dragon (Light Dragon Mk IID) o Morris CDSW 6x4. Tuttavia, dopo la campagna di Francia, l'artiglieria britannica ritenne più opportuno utilizzare un trattore 4x4. Il traino del 25 libbre Mk II nell'Esercito britannico era effettuato quasi esclusivamente con veicoli a quattro ruote motrici (Quad), di marche diverse, il più noto è il Morris C8. Il cannone era trainato tramite un avantreno che aveva anche le funzioni di trasporto delle munizioni di pronto impiego in cinque scomparti, più l'attrezzatura per la manutenzione del pezzo, la piattaforma circolare su cui veniva appoggiato il pezzo per permettergli il tiro a 360° era portata sull'avantreno.

### Semoventi che utilizzavano il 25 libbre
Il 25 libbre venne utilizzato anche su semoventi.
Il Bishop era su scafo Valentine e aveva una casamatta prismatica che proteggeva tutto l'equipaggio, tuttavia, dato il baricentro alto e il peso elevato dello scafo non presentava caratteristiche esaltanti.
Il Sexton era su scafo Ram, con struttura aperta superiormente, chiaramente ispirato all'M7 Priest statunitense. Il Sexton, in cui potevano essere effettivamente sfruttate le caratteristiche del cannone, rimase in servizio fino a metà degli anni 50.

### L'impiego da parte delle artiglierie italiane

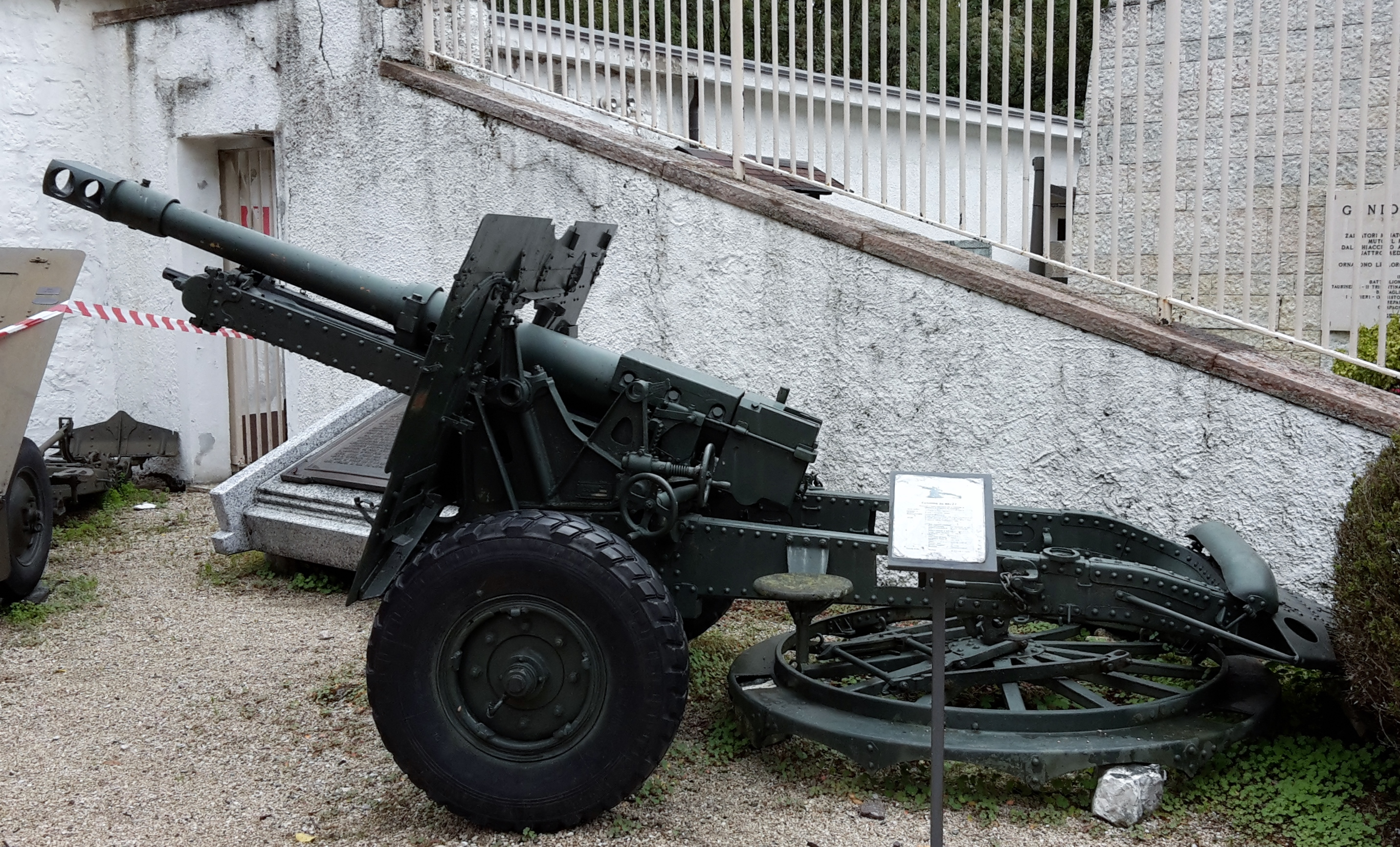
Esempio di 88/27 presso il Museo nazionale storico degli Alpini a Trento

Il primo impiego del 25 libbre (indicato nella denominazione italiana come 88/27) da parte italiana avvenne in Nordafrica, dove furono riutilizzati, appena possibile, i pezzi catturati agli inglesi, tanto che nel settembre 1942 risultavano in giacenza a Tobruch ben 20 pezzi con "abbondante munizionamento". Largo uso ne fece la divisione Trento che era riuscita a organizzare un gruppo su 12 pezzi. Tutti questi pezzi furono perduti nel corso della seconda battaglia di El Alamein e della campagna di Tunisia. Oltre al 25 libbre Mk II vennero acquisiti dai tedeschi 48 8,76 cm FK 281(e) (cioè 25 libbre Mk I) utilizzati in Grecia e in Egeo come artiglierie da difesa costiera, organizzati su 10 batterie (dalla 421ª alla 430ª Batteria).
Il cannone 88/27 entrò in servizio regolare con le artiglierie italiane del CIL, fornito a quattro gruppi del relativo reggimento di artiglieria
Dopo la fine della seconda guerra mondiale, all'atto della ricostituzione dell'Esercito Italiano i pezzi da 88/27 furono utilizzati per lungo tempo dall'artiglieria divisionale